# Língua sarda
O sardo ou sardenho (sardu) é uma língua natural românica que se desenvolveu de uma forma peculiar por estar em uma ilha isolada do continente: a Sardenha, na Itália. Durante o domínio romano a ilha foi usada como lugar de encarceramento para criminosos reincidentes, passando a formar parte do Império Bizantino posteriormente, para em seguida cair sob domínio muçulmano até ser conquistada pela Coroa de Aragão, razão pela qual até os dias de hoje há um enclave de idioma catalão no porto de Alghero. No século XVIII, a ilha se integrou à Casa de Saboia, que liderou a unificação da Itália no século XIX, unindo a ilha a esta.

## História
Antes da dominação romana se falava na ilha uma língua ou línguas sob o termo paleossardo, associado às línguas vascônicas e bérberes.
Os primeiros textos são do século XI, se bem que a falta de obras literárias de qualidade, a visível diferenciação dialetal, e a subordinação das variedades linguísticas sardas às diferentes línguas dos invasores estrangeiros explicam o fato de nunca ter existido uma língua padrão, apesar de a existência aparente de um antigo koiné sardo. Não obstante, a Sardenha é o lugar de maior abundância em textos antigos em língua vulgar, no que se refere à Itália, visto que, durante o período dos judicados, o sardenho medieval foi utilizado como língua administrativa em vez do latim ou o grego. Talvez a razão se deva ao fato de a ilha ter tido pouco contato com o latim e ainda menos com o grego, de forma que a maioria dos documentos oficiais, para serem entendidos, deviam ser redigidos em sardo.
Um dos mais antigos textos conhecidos do abundante corpus sardo é o privilégio logudorês, composto em algum momento entre 1080 e 1127 pelo Príncipe-Juiz de Torres, Mariano de Lacão:
| “ | In nomine Domini amen. Ego iudice Mariano de Lacon fazo ista carta ad onore de omnes homiones de Pisas pro xu toloneu ci mi pecterunt: e ego donolislu pro ca lis so ego amicu caru e itsos a mimi; ci nullu imperatore ci lu aet potestare istu locu de non (n)apat comiatu de leearelis toloneu in placitu: de non occidere pisanu ingratis: e ccausa ipsoro ci lis aem leuare ingratis, de facerlis iustitia imperatore ci nce aet exere intu locu. E ccando mi petterum su toloneu, ligatorios ci mi mandarum homines ammicos meos de Pisas, fuit Falceri e Azulinu e Manifridi, ed ego fecindelis carta pro honore de xu piscopu Gelardu e Ocu Biscomte e de omnes ammicos meos de Pisas; Guido de Uabilonia e ILeo su frate, Repaldinu e Gelardu, e Iannellu, e Ualduini, e Bernbardu de Conizo, Francardu e Dodimundu e Brunu e rRannuzu, Euernardu de Garlictu e tTotnulu, pro siant in onore mea ed in aiutoriu de xu locu meu. Custu placitu lis feci per sacramentu ego e domnicellu Petru de Serra, e Gonstantine de Azzem e Uoso Ueccesu e Dorgotori de Ussam e nNiscoli su frate (en)Niscoli de Zor(ie) Mariane de Ussam... | ” |

O domínio espanhol durou na Sardenha quase quatro séculos (1327 a 1720); os conquistadores da Sardenha foram aragoneses e levaram à ilha o catalão, mas ao lado desta língua foi introduzido o castelhano, especialmente nos centros de Sassarese e Gallura. Até 1764, o castelhano foi a língua oficial da justiça e das escolas. Muitos autores sardos escreveram em espanhol e catalão, de forma que, naturalmente, estas línguas deixaram na Sardenha maior influência que em qualquer outra parte da Itália, dominadas por menos tempo e menos intensamente pelos espanhóis.

## Status
Em 1997, o sardo foi reconhecido por lei regional, junto de outras línguas da ilha, e, desde 1999, é uma das doze línguas minoritárias nacionalmente reconhecidas na Itália, pela Lei 482/1999. No entanto, a vitalidade da comunidade falante de sardo é ameaçada e a UNESCO classifica a língua como "definitivamente ameaçada". Apesar de cerca de 68,4% dos habitantes da ilha terem bom comando oral de sardo, o italiano ganha cada vez mais espaço, restringindo a língua às gerações mais antigas enquanto entre as crianças a porcentagem de hábeis pode ter caído para 13%.

## Dialetos
O sardo se subdivide em duas variantes principais, às quais se assomam no mapa linguístico tradicional da ilha dois dialetos transicionais com o corsa, trazidos por imigrantes da Córsega medieval (galurês e sassarês), o catalão e o lígure:
- Logudorês, falado no centro e norte da ilha, na região de Logudoro. Subdivide-se em três subdialetos: meridional ou nuoresa, central e setentrional;

- Campidanês, na região meridional da ilha.

O logudorês é o mais distinto e conservador dos dialetos, especialmente em sua variedade meridional, sendo frequentemente considerado a mais conservadora das línguas neolatinas.

## Vocabulário
A Sardenha esteve por um século dominada pelos vândalos (455-534) e apenas um ano sob domínio ostrogodo (552-553), e ao que parece estes contatos não chegaram a influenciar a língua; quase todos os poucos elementos germânicos do sardo foram passados pelo italiano ou podem ser traçados ao latim vulgar.
As palavras árabes, não muito numerosas, chegaram quase todas através do espanhol e do catalão, ainda que exista um ou outro elemento árabe direto na parte meridional da ilha. Mais importantes são os elementos gregos, visto que a língua foi falada pela elite local durante o domínio bizantino sobre a ilha, se bem que algumas palavras greco-bizantinas podem assim mesmo ter chegado através do latim.
Sem dúvida são os elementos espanhóis e catalães os que mais influíram sobre o sardo. Às vezes elementos catalães e espanhóis se sobrepuseram a palavras sardas que desapareceram por completo ou apenas se conservaram nas regiões montanhosas do interior; por exemplo, em toda ilha se encontra o hispanismo ventana, “janela”, e só nos dialetos mais conservadores, como o de Gennargentu, usa-se fronesta ou fenestra. As febres (sobretudo palustres) são designadas no campo pela palavra kalentura (do espanhol calentura), mas o logudorês e os dialetos de Gennargentu conservam derivações do latim febre(m)  - freba. Os vocábulos ibéricos (catalães e espanhóis) abundam especialmente na terminologia da administração e da Igreja, por exemplo: sa séu, “a catedral”, em catalão séu, proveniente do latim sede(m); tróna, “púlpito”, em catalão trona. É também catalã, ao menos em grande parte, a terminologia da pesca. É também notável sobre o sardo a influência do italiano, sempre crescente, sobretudo nos centros urbanos.